# SN 2001cx
SN 2001cx – supernowa typu II odkryta 9 czerwca 2001 roku w galaktyce UGC 12266. W momencie odkrycia miała maksymalną jasność 17,90m.